# Gentiana cephalantha
Gentiana cephalantha là một loài thực vật có hoa trong họ Long đởm. Loài này được Franch. ex Hemsl. mô tả khoa học đầu tiên năm 1890.